# Atherigona bella
Atherigona bella är en tvåvingeart som först beskrevs av Frey 1917.  Atherigona bella ingår i släktet Atherigona och familjen husflugor. Inga underarter finns listade i Catalogue of Life.